# L'Eumene
L'Eumene és una òpera en tres actes composta per Niccolò Jommelli sobre un llibret italià d'Apostolo Zeno. S'estrenà a Bolonya el 1742.
A Catalunya s'estrenà el 1765 al Teatre de la Santa Creu de Barcelona. És estrany l'estrena d'una òpera de l'any 1742, considerablement vella segons els usos de l'època.